# Комендант Олег Юрійович
Комендант Олег Юрійович (нар. 21 вересня 1962, Донецьк) — український художник, член Національної спілки художників України, учасник республіканських та обласних виставок, міжнародного благодійного аукціону сучасного образотворчого мистецтва «ART FOR. Донецьк–2000».
Закінчив Харківський художньо-промисловий інститут (1986)
Працював у галузі станкової графіки та живопису.
Автор творів «Вхід. Тополиний ряд» з циклу «Моє Святогір'я», «Спогади про місто Бохум» та ін.